# Архиепархия Овандо
Архиепархия Овандо (лат. Archidioecesis Ouandoensis) — архиепархия Римско-Католической церкви c центром в городе Овандо, Республика Конго. Епархия Овандо распространяет свою юрисдикцию на территорию департаментов Западный Кювет и Кювет. В митрополию Овандо входят епархии Весо и Импфондо. Кафедральным собором архиепархии Овандо является церковь святого Фирмина.

## История
21 декабря 1950 года Римский папа Пий XII издал буллу Quo in Africa Aequatoriali, которой учредил апостольский викариат Форта-Русе, выделив его из апостольского викариата Браззавиля (сегодня — архиепархия Браззавиля).
14 сентября 1955 года апостольский викариат Форта-Русе был возведен в ранг епархии буллой Dum tantis Папы Римского Пия XII.
3 декабря 1977 года епархия Форта-Русе была переименована в епархию Овандо.
6 июня 1983 года епархия Овандо передала часть своей территории в пользу возведения новой епархии Весо.
22 февраля 2013 года епархия Овандо передала часть своей территории в пользу возведения новой епархии Гамбомы.
30 мая 2020 года епархия Овандо был возведена в ранг митрополии.

## Ординарии епархии
- епископ Emile-Elie Verhille, C.S.Sp. † (21.06.1951 — 2.03.1968, в отставке);
  - Sede vacante (2.03.1968 — 23.05.1972);
- епископ Georges-Firmin Singha † (23.05.1972 — 1.09.1988 — назначен епископом Пуэнт-Нуара);
- епископ Ernest Kombo S.I.[2] † (7.07.1990 — 22.10.2008, до смерти);
  - Sede vacante (22.10.2008 — 11.02.2011);
- архиепископ Victor Abagna Mossa (11.02.2011 — 20.08.2023, в отставке);
- архиепископ Gélase Armel Kema (6.01.2024 — по настоящее время).

## Источник
- Annuario Pontificio, Libreria Editrice Vaticana, Città del Vaticano, 2003, ISBN 88-209-7422-3
- Булла Quo in Africa Aequatoriali, AAS 43 (1951), стр. 710  (лат.)
- Булла Dum tantis Архивная копия от 27 марта 2010 на Wayback Machine, AAS 48 (1956), стр. 113  (лат.)